# Phaenochitonia fuliginea
Phaenochitonia fuliginea is een vlindersoort uit de familie van de prachtvlinders (Riodinidae), onderfamilie Riodininae.
Phaenochitonia fuliginea werd in 1868 beschreven door H. Bates.